# Marcelo Estigarribia
Marcelo Alejandro Estigarribia Balmori (Fernando de la Mora, 21 de setembro de 1987) é um futebolista paraguaio que atua como meia. Atualmente Joga pelo Tacuary.
Começou a carreira como Lateral Esquerdo.

## Títulos
Juventus
- Campeonato Italiano: 2011–12

## Ligações Externas
- Perfil na ESPN